# Rhinella acutirostris
Rhinella acutirostris é uma espécie de anfíbio da família Bufonidae. Pode ser encontrada no Brasil, Colômbia e Venezuela.